# كيفن فوستر (سياسي)
كيفن فوستر (بالإنجليزية: Kevin Foster)‏ هو سياسي بريطاني، ولد في 31 ديسمبر 1978 في المملكة المتحدة. حزبياً، نشط في حزب المحافظين. وقد في الانتخابات العامة في المملكة المتحدة 2015، انتخب عضو برلمان المملكة المتحدة الـ56 عن دائرة تورباي وقد انضم خلال فترته النيابية ‏ (8 مايو 2015 – 3 مايو 2017) للكتلة البرلمانية حزب المحافظين وفي الانتخابات التشريعية البريطانية 2017، انتخب عضو برلمان المملكة المتحدة الـ57 عن دائرة تورباي وقد انضم خلال فترته النيابية ‏ (8 يونيو 2017 – ) للكتلة البرلمانية حزب المحافظين.